# Royal Yachting Association
Die Royal Yachting Association (RYA) ist der britische Dachverband für den Segelsport. Sie tritt als Interessenvertretung für Segel- und Motorbootfahrer auf und ist für Prüfung und Ausstellung der britischen Qualifikationsnachweise für Wassersportler (z. B. Yachtmaster) verantwortlich. Ihr Aufgabengebiet ähnelt dem des Deutschen Segler-Verbands. Es finden jährlich Ehrungen statt, in denen ein „Yachtmaster of the Year“ gekürt wird. Im Jahr 2012 wurde erstmals ein Nichtengländer als Yachtmaster of the Year ausgezeichnet. Es handelt sich um den Deutschen Rainer Holtorff, dessen Siegerehrung durch Prinzessin Anne vorgenommen wurde.

## Geschichte
Gegründet wurde die RYA 1875 als Yacht Racing Association; die Umbenennung in Royal Yachting Association erfolgte 1952.